# Muzeum moře s delfináriem
Muzeum moře s delfináriem je v Litvě, na samé špičce Kurské kosy, na území s názvem Kopgalis, spadajícím pod čtvrť Smiltynė města/městského okresu Klaipėda. Muzeum bylo slavnostně otevřeno v roce 1979. Roku 1994 bylo jako součást muzea otevřeno Delfinárium.

## Minulost
V 19. století, kolem roku 1866 zde byla obranná přímořská pevnost. Tato pevnost svému účelu nikdy neposloužila, přesto zde byly muniční sklady, hlavně zásoby střelného prachu, dále vybudované pozice pro děla. Centrální reduta byla (a opět je) obehnána vodním příkopem a dále vysokým valem s muničními sklady, skrytými navršenou zeminou. Tento val je opět obklopen dalším vodním příkopem a ve stěnách tohoto příkopu jsou pravidelně rozmístěny částečně zeminou skryté pozorovací věže, spojené podvodními tunely s místnostmi bývalých skladů skrytých ve valu. Koncem války, v lednu roku 1945 byla centrální reduta rozmetána.
V letech 1969–1970 předseda Výkonného výboru Rady města Klaipėdy (tehdejší obdoba dnešního starosty) Alfonsas Žalys začal realizovat plán výstavby Muzea moře prvními krůčky: výběr místa, pověření architekta Petra Lapė vypracováním projektu. Práce na obnově pevnosti (pro potřeby muzea) byly započaty v roce 1973. Autoři projektu centrální reduty: P. Lapė, T. Tubis. Autoři projektů obnovy zbylých objektů pevnosti: L. Šliogerienė, V. Šliogeris. Od samého počátku až do obnovy nezávislosti Litvy byly plány a výstavba sama v největší možné míře utajovány,[zdroj⁠?!] byla odříkána jakákoliv publicita. Pouze pro obyvatele Klaipėdy to bylo veřejným tajemstvím a mnozí se výpomocí či radou na projektu podíleli. Dnes by takové tajnůstkářství vypadalo divně, ale tehdy to byla nezbytnost, protože tehdejší sovětské vládní špičky jakékoliv snahy o vyčnívání z průměru tvrdě zpražily. Muzeum podobného zaměření nebylo v celém SSSR a širší rozhled o podobných objektech v zahraničí brzdilo omezování styků se Západem.
Muzeum moře slavnostně otevřel 28. července 1979 Alfonsas Žalys.

## Expozice
- Nerijos fortas
- Akvárium. Expozice sestává z velikého akvária umístěného v centru bývalé pevnosti a řada menších akvárií o objemech 1 – 6 m³, kde jsou exponovány litevské sladkovodní ryby a ryby z Baltského moře jakož i ryby z tropických moří, jakož i různí bezobratlí. Exponáty:
  - Ve velkém akváriu (objem: 780 m³): 18 jeseterů, cejni, plotice, platýsi, boleni, pstruzi a další.
  - Litevské sladkovodní ryby: candáti, okouni, štiky, sumci, parmy, úhoři a další.
  - Ryby Baltského moře: tresky, mníci, platýsi, pakambaly, podoustve a další.
  - Ryby a různí bezobratlí z tropických moří: - nejrůznější exotické ryby, například pomec černý (Pomacanthus paru), různí koráli, sasanky a další.
- Expozice "Mořská fauna"
- Expozice mořských ptáků a savců
- Expozice historie námořní plavby - v části obranných místností pevnosti jsou expozice, kde jsou vystaveny modely lodí, kotvy, archeologické nálezy, dokumentární látka o historii litevské námořní plavby.

## Delfinárium
Od 11. října 2010 do léta 2011 (plánováno; v létě 2013 uzavření ještě trvá) je delfinárium uzavřeno z důvodu rekonstrukce.

## Expozice rybářských plavidel
Související informace naleznete také v článku Expozice rybářských plavidel ve Smiltynė.
V jižním sousedství vchodu do areálu muzea je expozice historických námořních lodí - největší exponáty muzea: Rybářská loď/trawler Dubingiai (VŽT–3216), ocelový trawlingový člun PTB–7167, malý rybářský člun/trawler Kolyma (MŽT-90).

## Etnografická přímořská rybářská usedlost
Související informace naleznete také v článku Etnografická přímořská rybářská usedlost ve Smiltynė.
Etnografická usedlost podle předloh rybářských staveb v okolí Šventoji z 19. a počátku 20. století.

## Fotogalerie

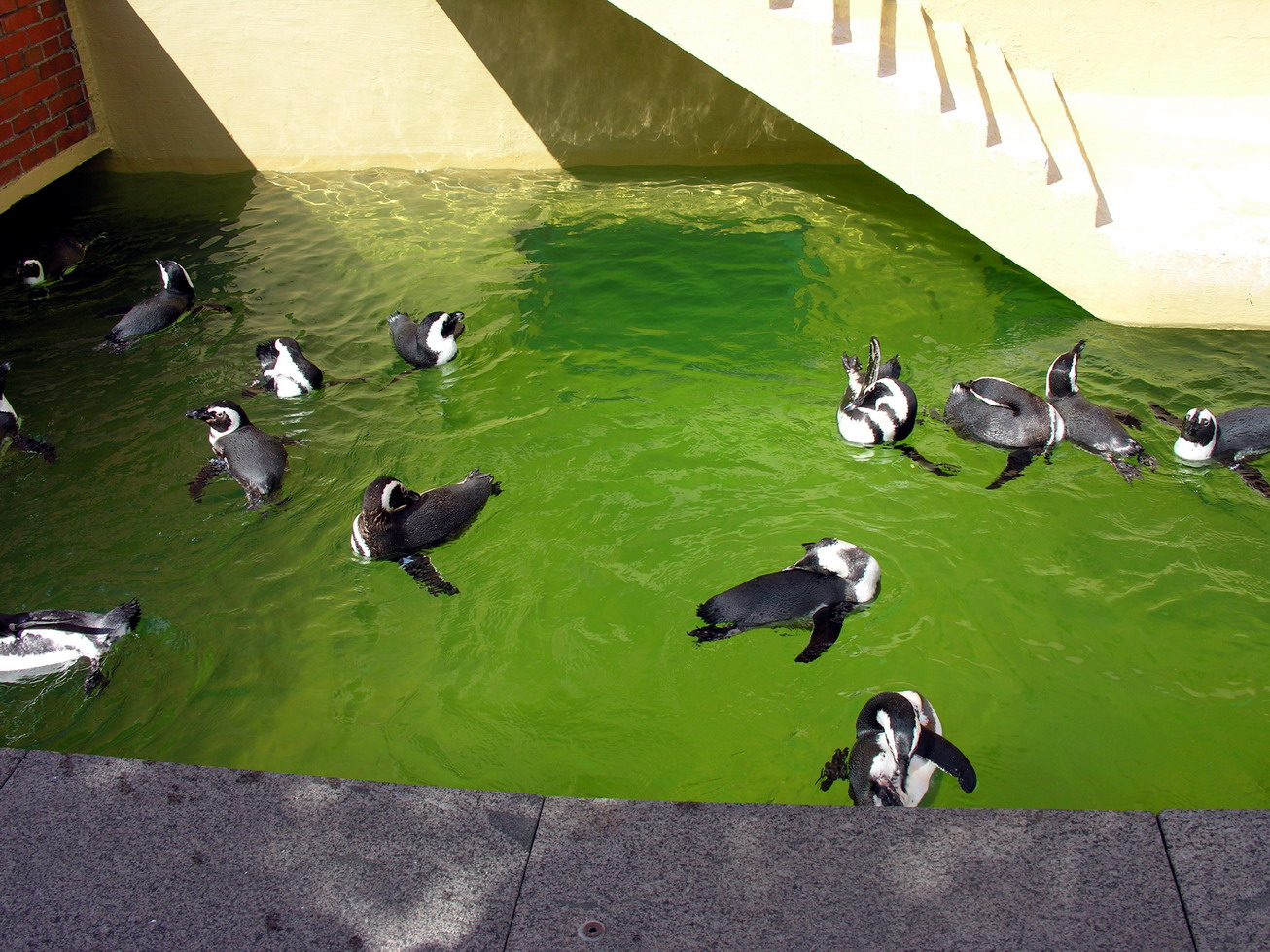
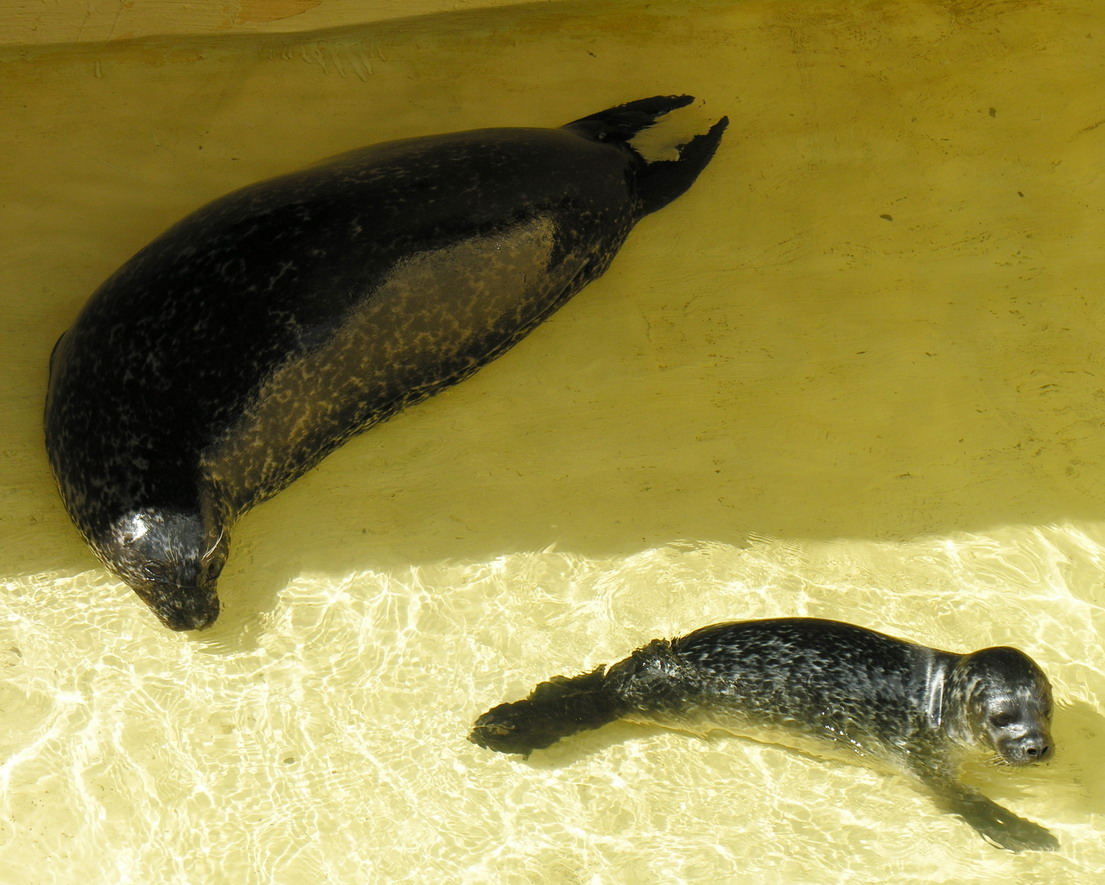
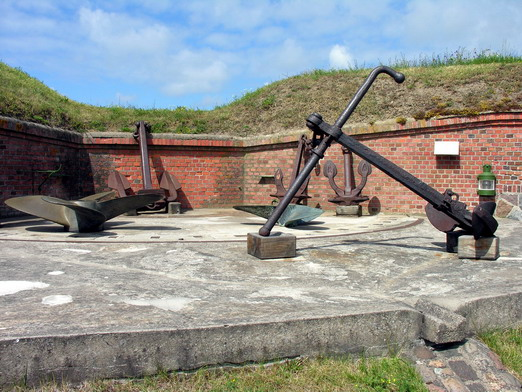
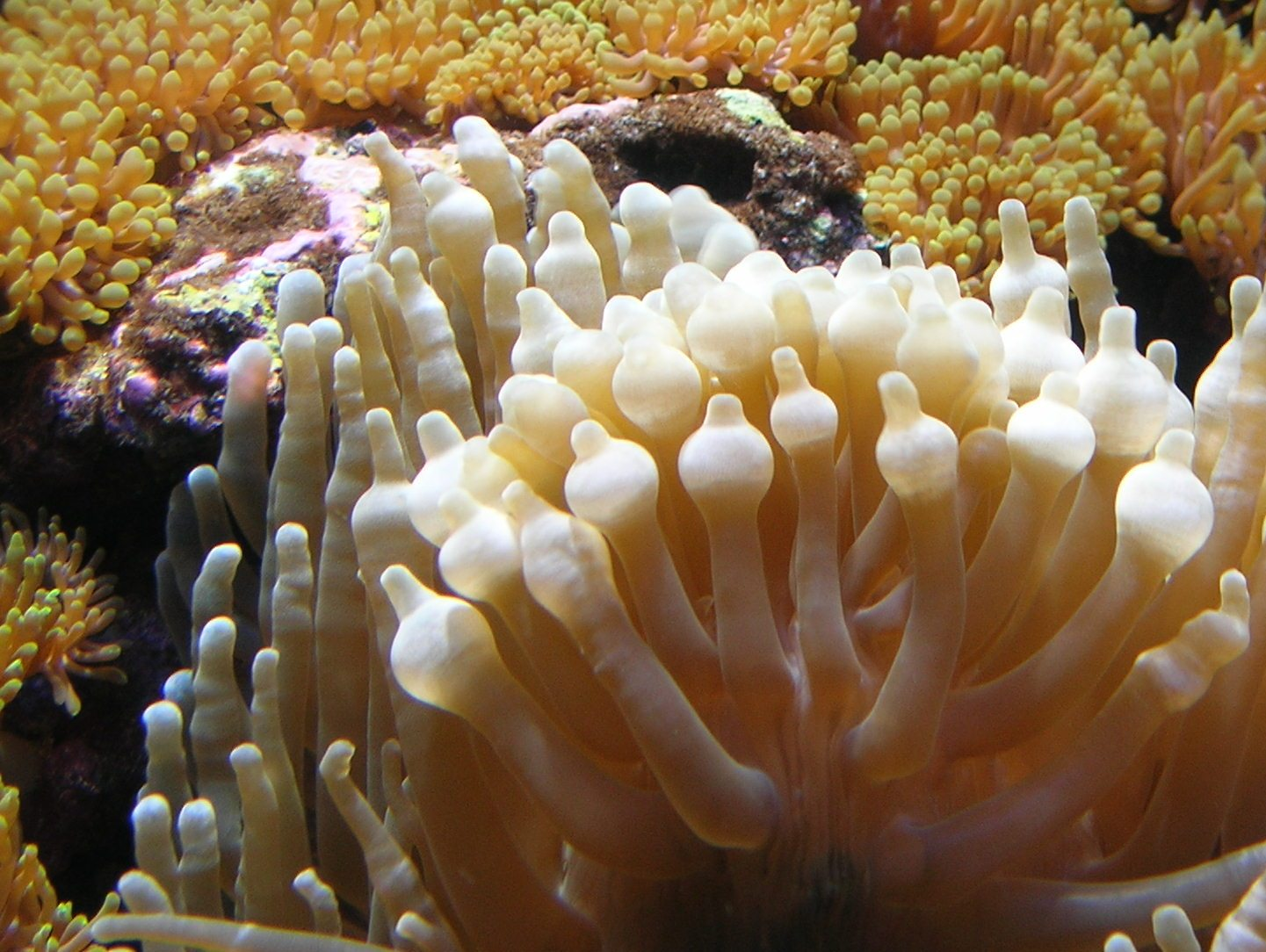
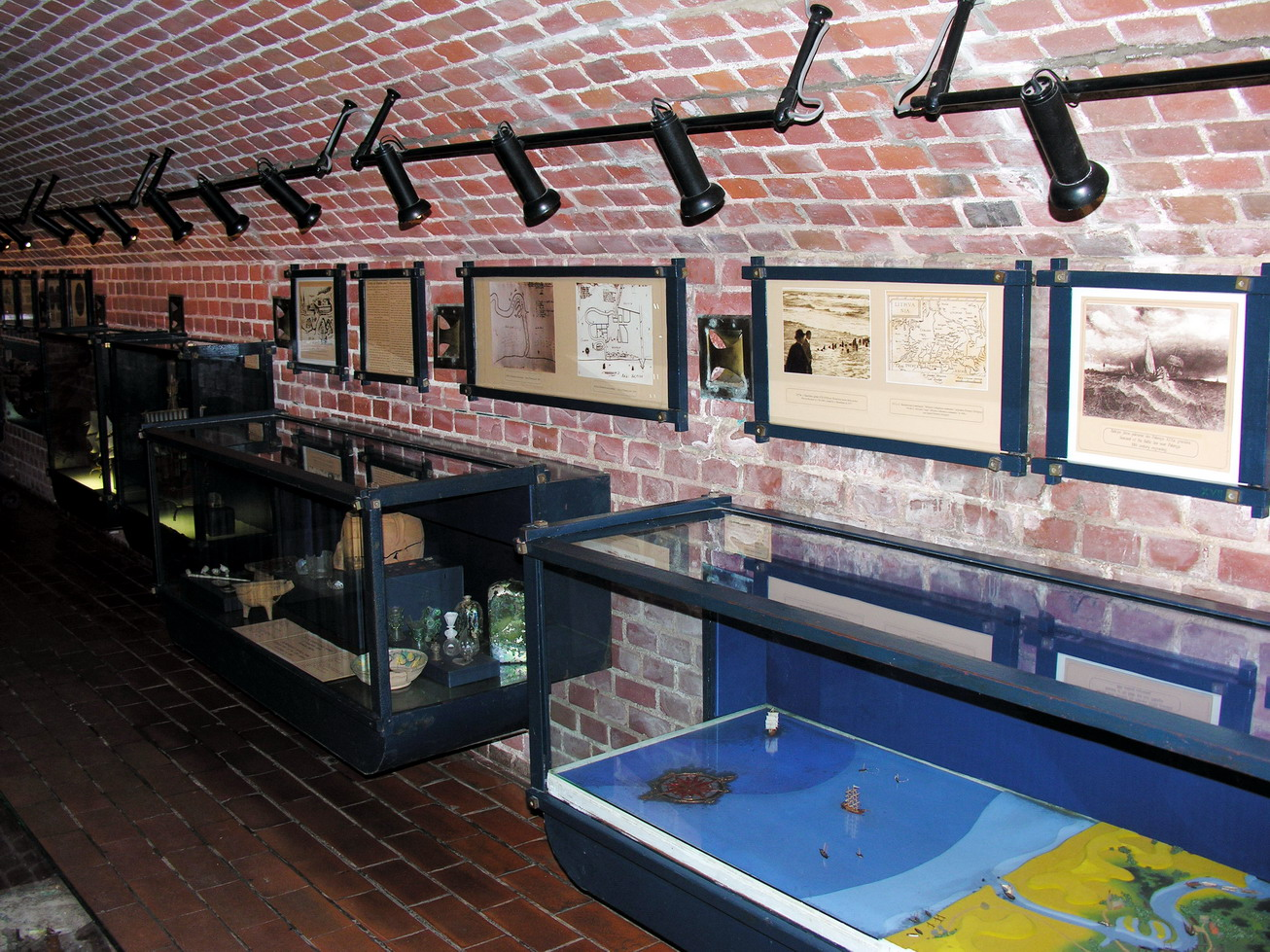
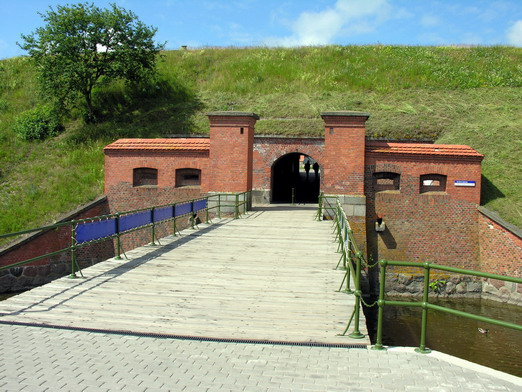
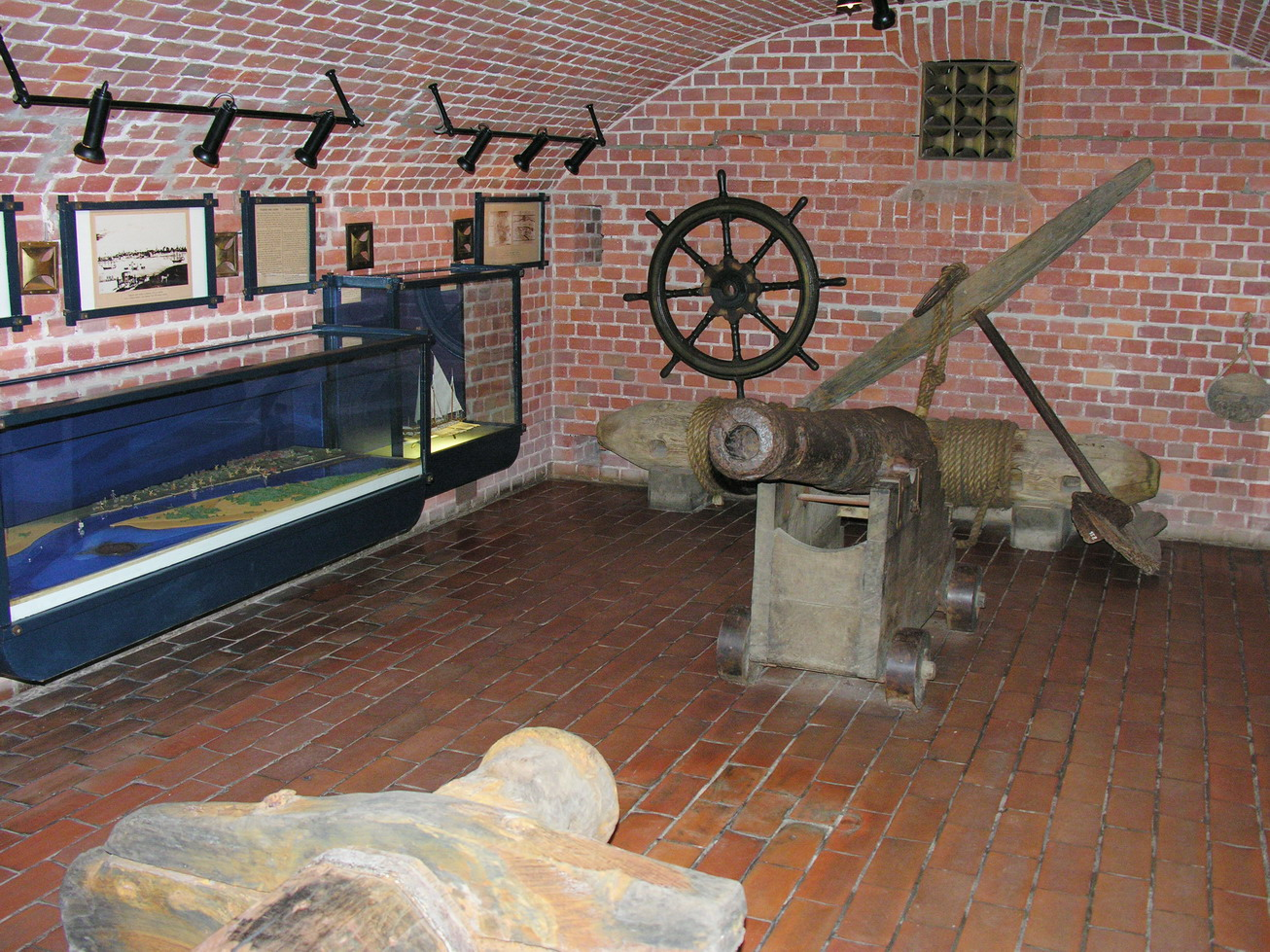
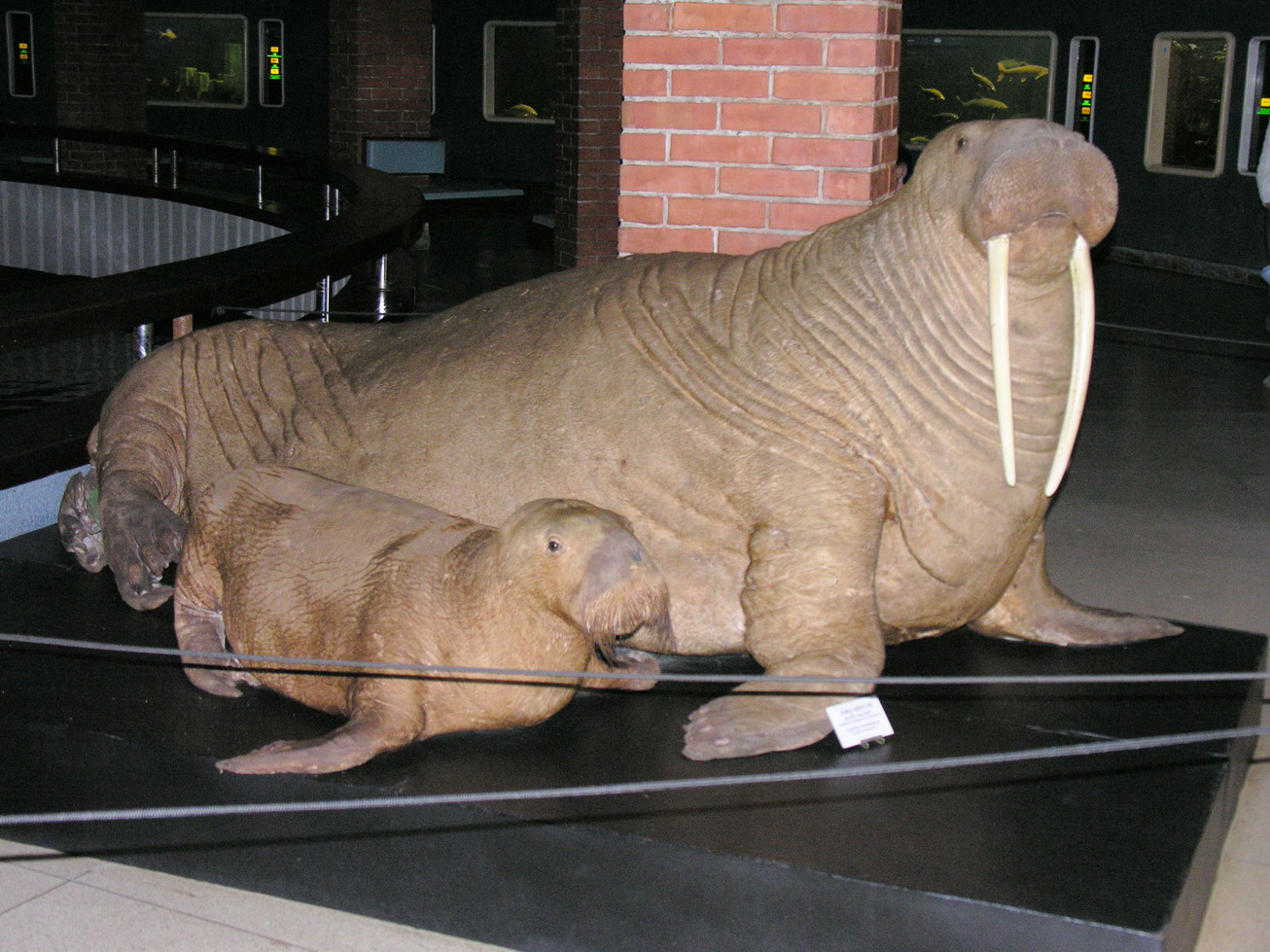
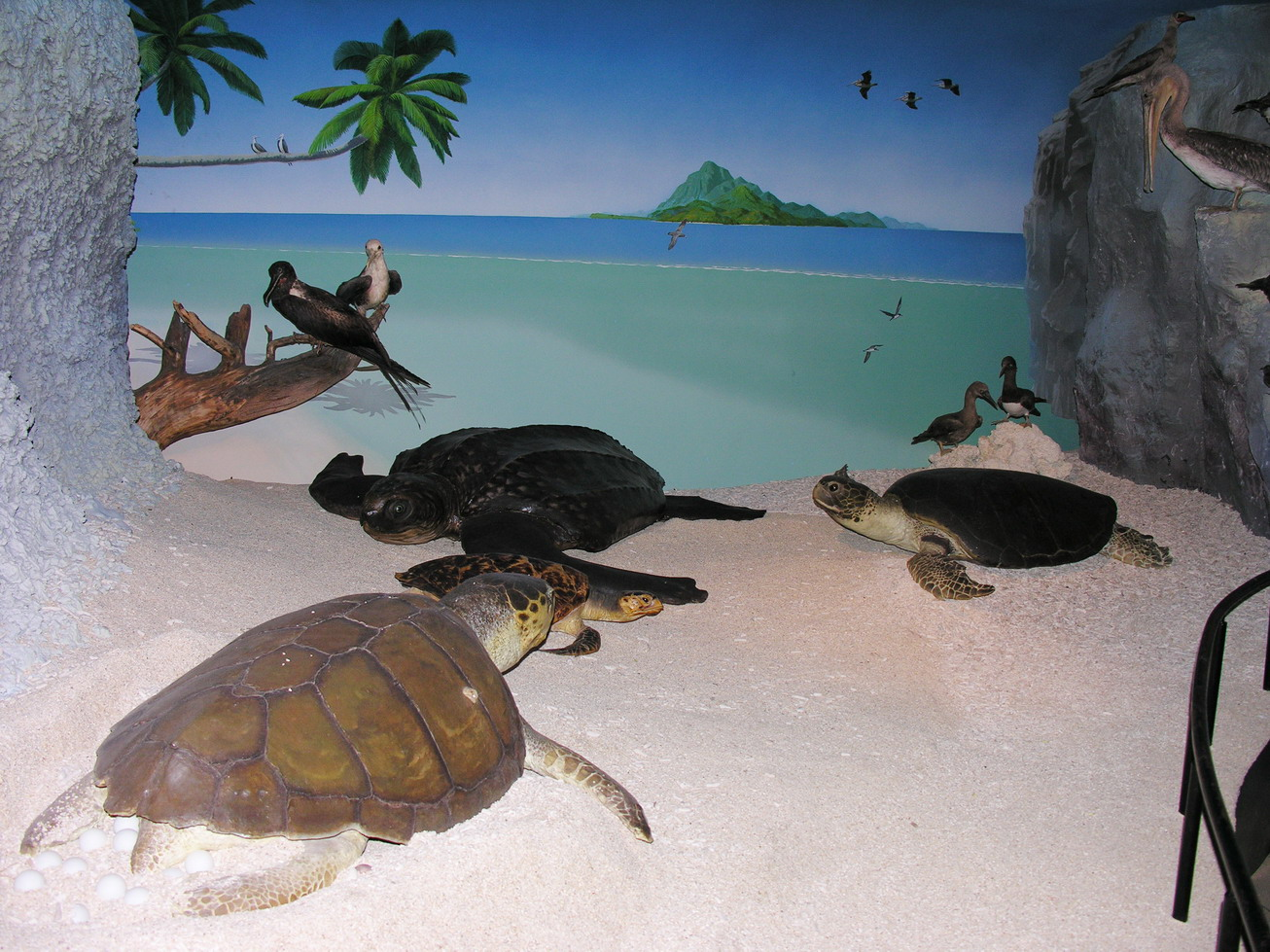
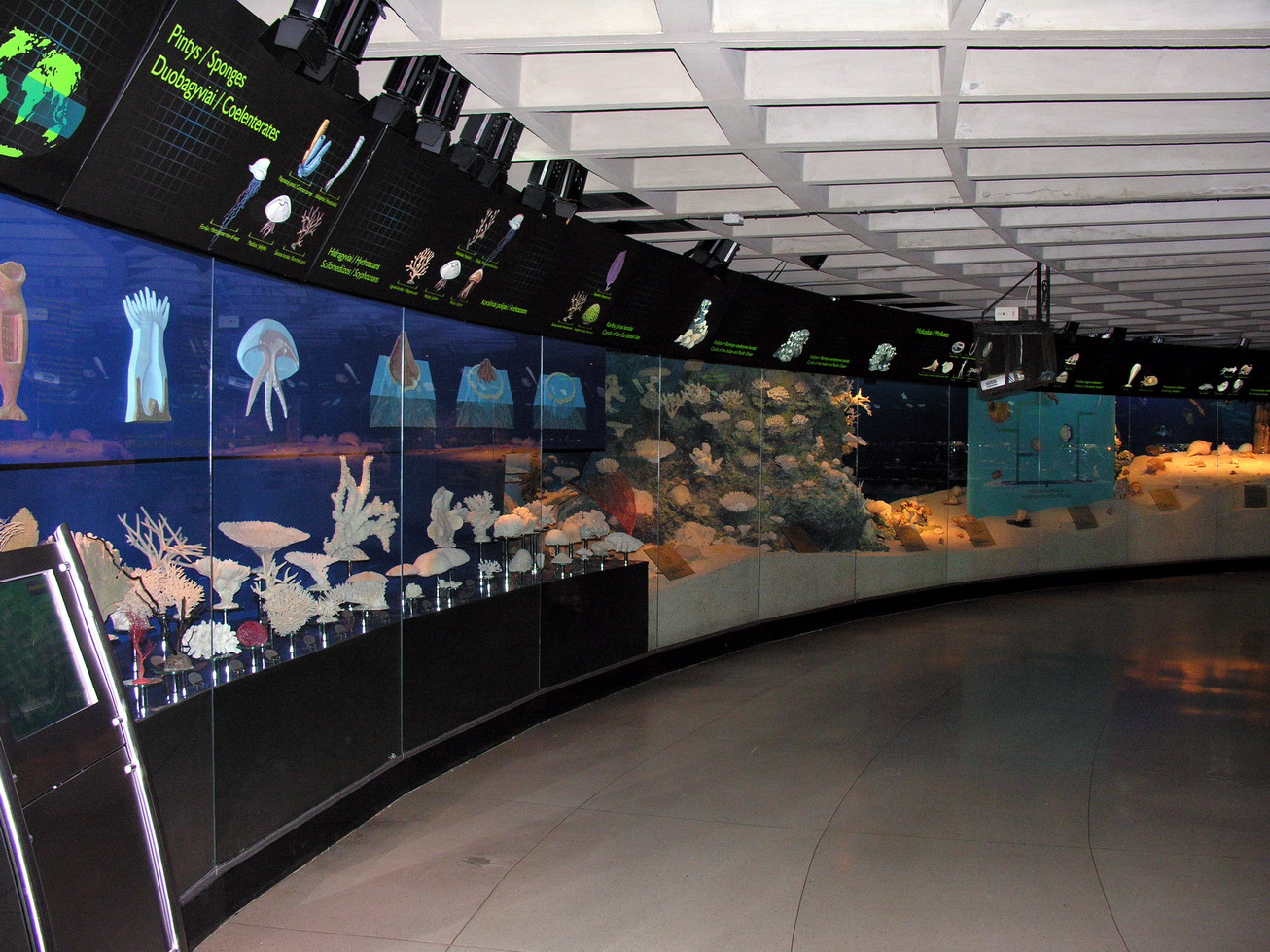
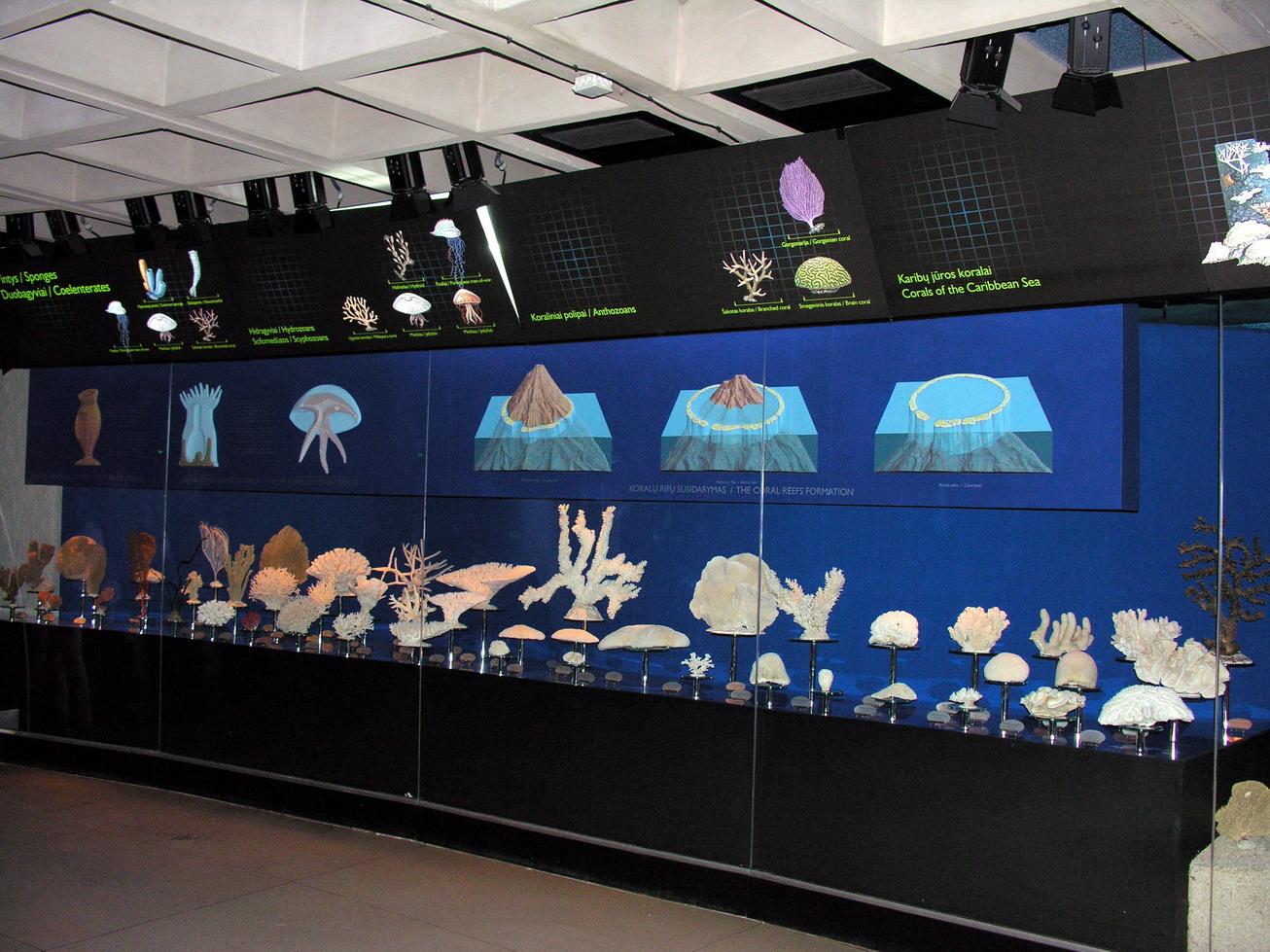
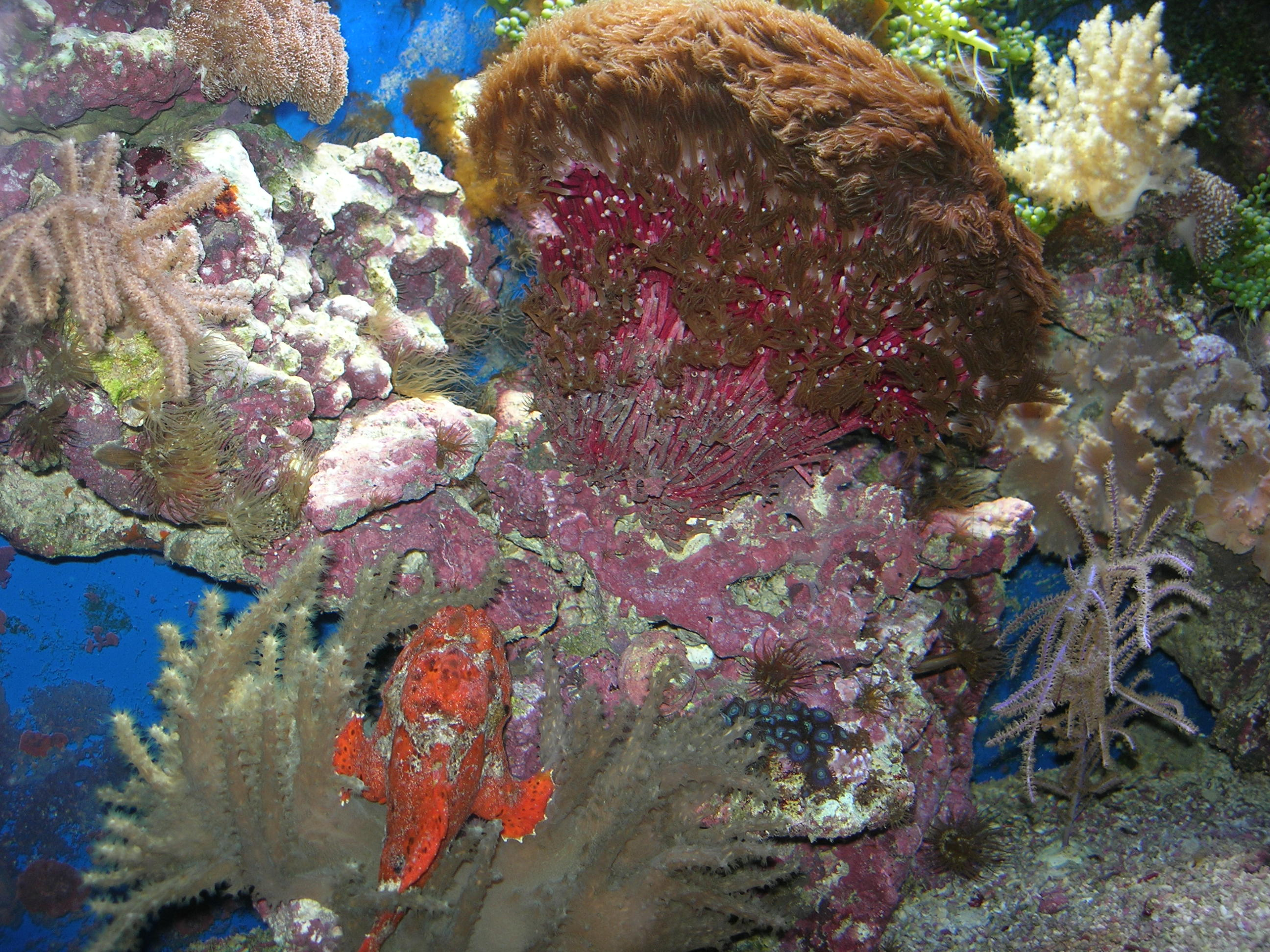
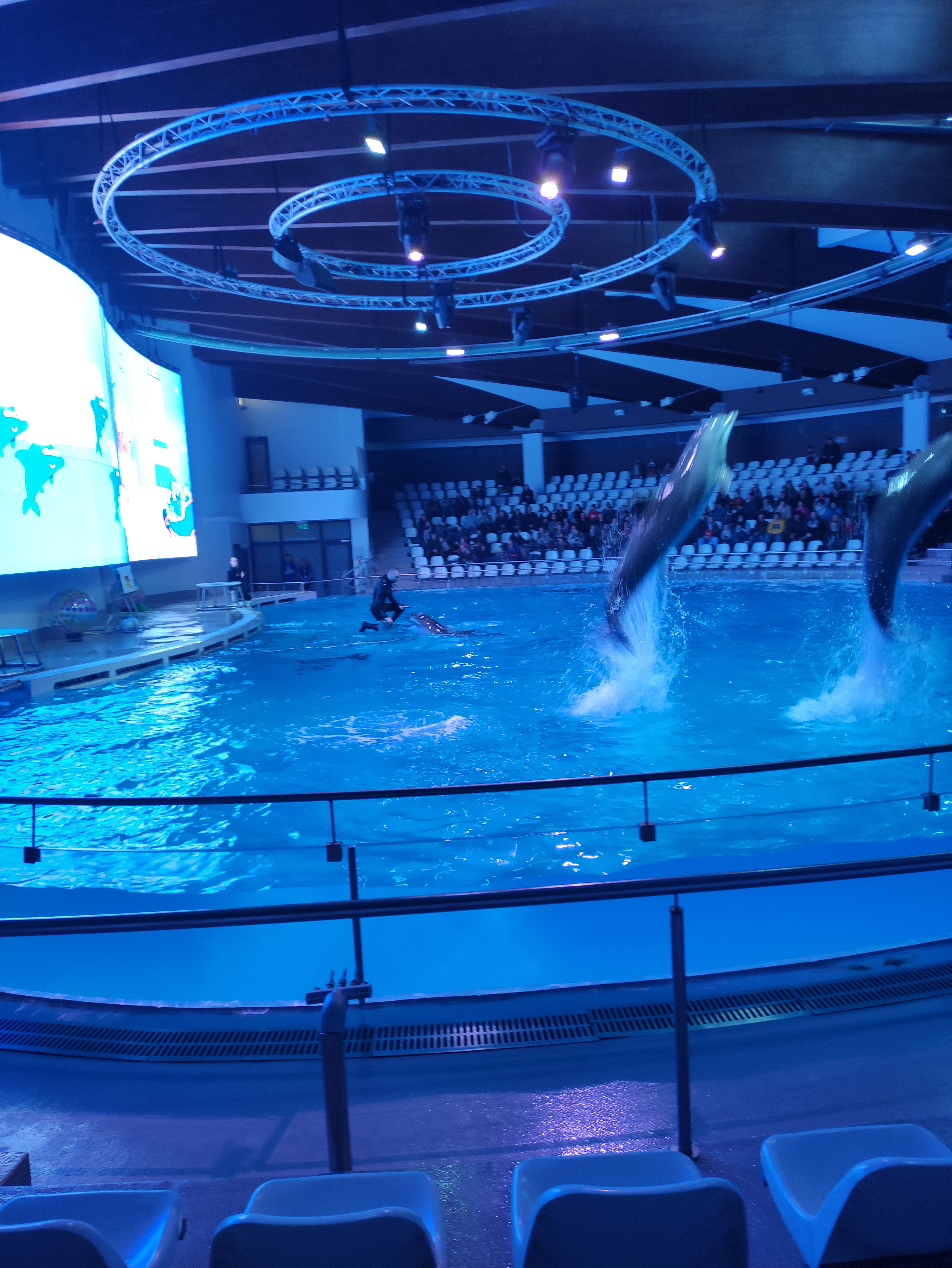
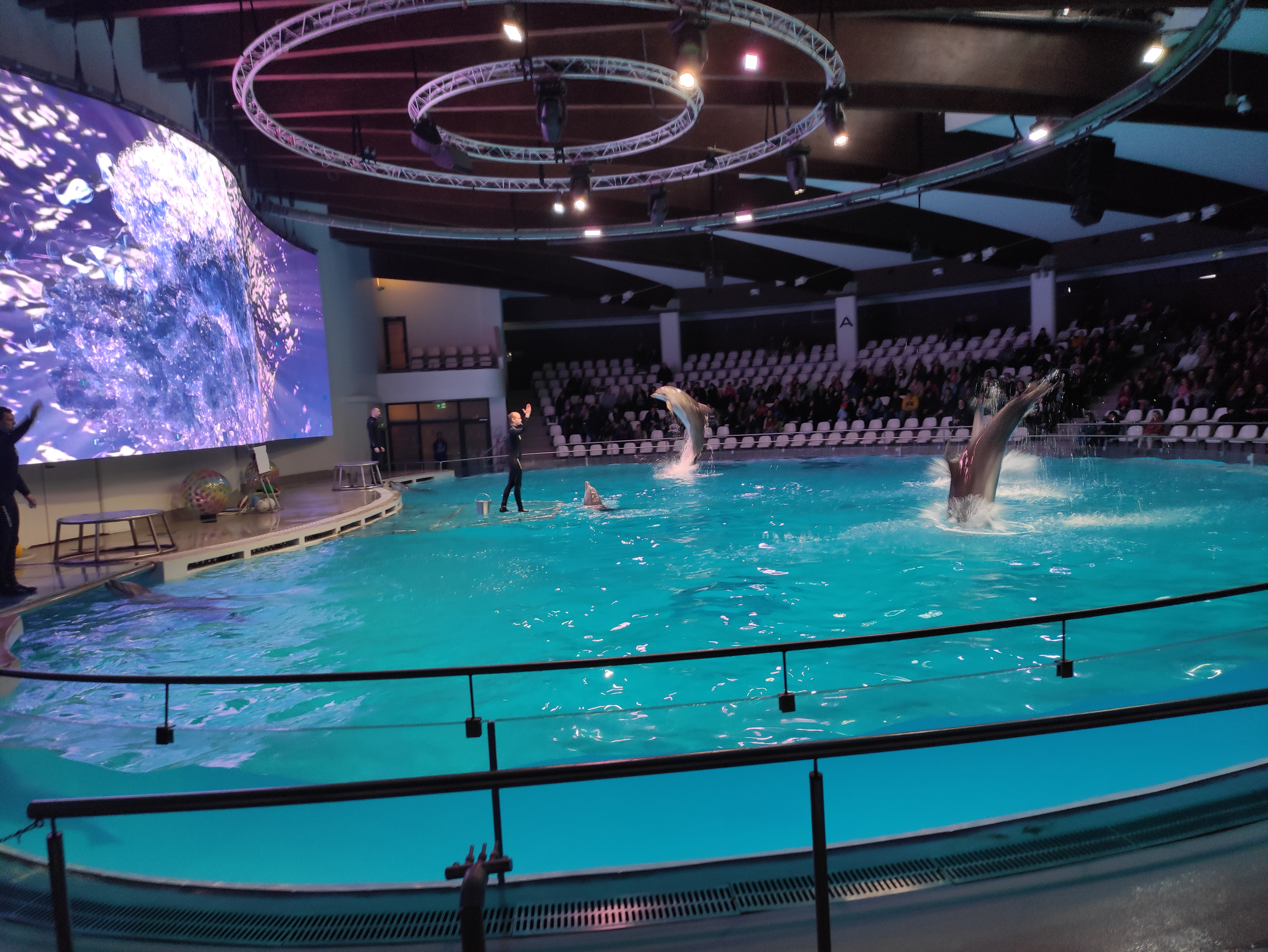
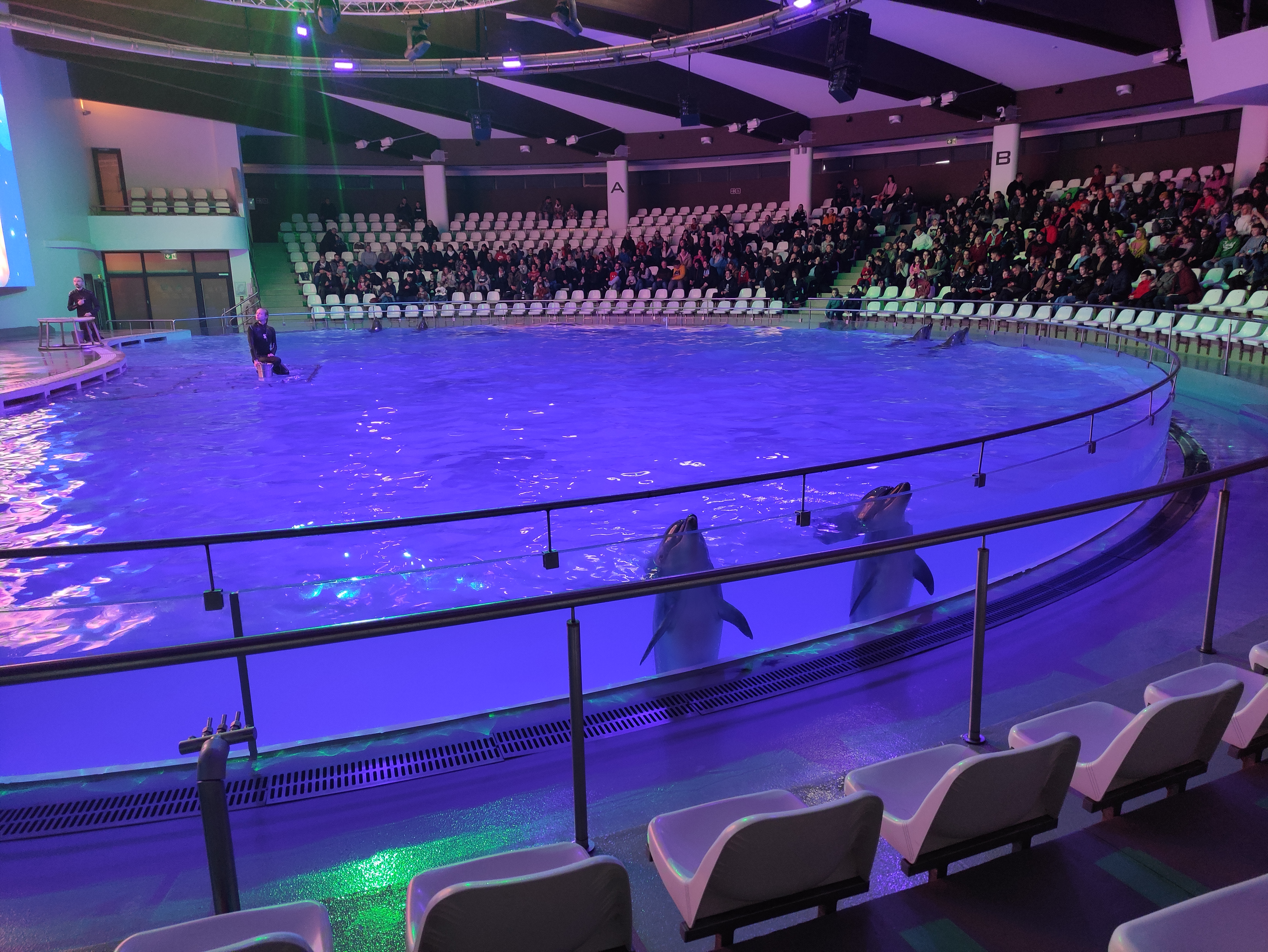